# Belvárdgyula
Belvárdgyula là một thị trấn thuộc hạt Baranya, Hungary. Thị trấn này có diện tích 17,23 km², dân số năm 2010 là 417 người, mật độ 24 người/km².